# Моя родина та інші звірі (фільм)
«Моя родина та інші звірі» (англ. My Family and Other Animals) — британський телефільм 2005 року, заснований на однойменному автобіографічному романі письменника-анімаліста Джеральда Даррелла.

## Сюжет
1935 року родина Дарреллів, що складається з мами-удови Луїзи Даррелл та її чотирьох дітей — старшого сина Ларрі, середнього сина Леслі, доньки Марго та наймолодшого сина Джеррі, переїжджає із залитої дощами Англії на просякнутий сонцем грецький острів Корфу, де проводить наступні п'ять років. Поки Ларрі пише книгу, Леслі полює з рушницею, а Марго засмагає та фліртує, юний Джеррі під керівництвом старшого друга Тео Стефанідеса знаходить своє покликання у зоології.

## У ролях
| Актор                | Роль                     |
| -------------------- | ------------------------ |
| Юджин Саймон         | Джеррі Даррелл           |
| Імельда Стонтон      | Луїза Даррелл (мама)     |
| Кріс Ленгхем         | доктор Теодор Стефанідес |
| Омід Джалілі         | Спіро Хакьяопулос        |
| Метью Гуд            | Ларрі Даррелл            |
| Рассел Тові          | Леслі Даррелл            |
| Тамзін Мерчант       | Марго Даррелл            |
| Георгіос Котанідіс   | Затопеч                  |
| Розалі Крейг         | Ненсі                    |
| Ольга Турнакі        | Агаті                    |
| Марк Кейвен          | Генрі Міллер             |
| Антоніс Антоніо      | Яні                      |
| Девід Армандо        | Джордж                   |
| Ефі Папатеодоро      | Лугареція                |
| Джейсон Воткінс      | Дюран                    |
| Міранда Гарт         | Жонкіль                  |
| Том Гудмен-Хілл      | Пітер                    |
| Александер Армстронг | оповідач (голос)         |

## Номінації
Міжнародна премія Еммі
- 2006 — Номінація на найкращу акторку (Імельда Стонтон)